# جون الثاني دوق لورين
جون الثاني أنجو (بالفرنسية: Jean II d'Anjou)‏ (نانسي 2 أغسطس 1424 - برشلونة 16 سبتمبر 1470) كان دوق لورين من 1453 إلى وفاته. ورث الدوقية من والدته الدوقة إيزابيلا خلال حياة والده رينيه دوق أنجو ودوق لورين وأيضًا ملك نابولي الاسمي.